# (5344) Рябов
(5344) Рябов (лат. Ryabov) — типичный астероид главного пояса, открыт 1 сентября 1978 года советским астрономом Николаем Черных в Крымской астрофизической обсерватории и 18 августа 1997 года назван в честь советского и российского астронома Юрия Рябова.

## Обнаружение и именование
(5344) Рябов
Открыт 1 сентября 1978 года в Научном Н. С. Черных.
Назван в честь профессора Московского дорожно-транспортного института Юрия Александровича Рябова (р. 1923). Разработал метод малых параметров Пуанкаре-Ляпунова для исследования эффектов тонкого резонанса. Также является автором монографий по современным проблемам небесной механики и популярных книг по астрономии. Название предложено Институтом теоретической астрономии.
Оригинальный текст (англ.)5344 Ryabov
Discovered 1978-09-01 by Chernykh, N. S. at Nauchnyj.
Named in honor of Yurij Aleksandrovich Ryabov (b. 1923), professor at the Moscow Road-Transport Institute. He developed the Poincaré-Lyapunov method of small parameters for the investigation of fine-resonance effects. He is also the author of monographs on the modern problems of celestial mechanics, as well as of popular books on astronomy. Name proposed by the Institute of Theoretical Astronomy.
Источники: DISCOVERY.DB; M.P.C. 30476.

## Орбита

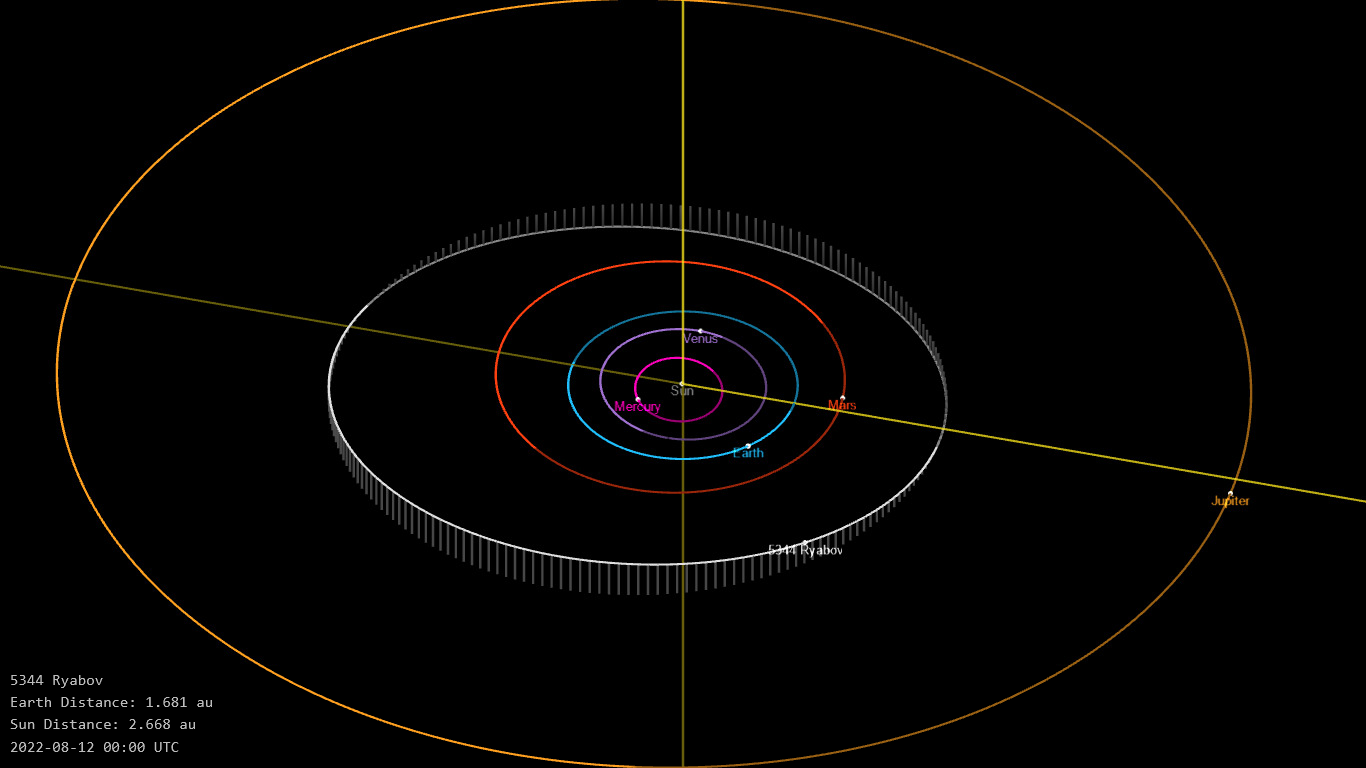
Орбита астероида Рябов и его положение в Солнечной системе

## Физические характеристики
Из результатов второго этапа спектроскопической съёмки малых астероидов главного пояса (Small Main-belt Asteroid Spectroscopic Survey, SMASSII) следует, что астероид относится к таксономическому классу B.
По результатам наблюдений в видимом и ближнем инфракрасном диапазоне космического телескопа NEOWISE диаметр астероида сначала оценивался равным 10,84±2,78 км, позже — 10,23±2,60 км, 12,043±3,360 км и 8,81±2,15 км. Согласно тем же источникам альбедо оценивается как 0,07±0,06, 0,07±0,04, 0,070±0,029 и 0,086±0,047.